# 塞努福语支
塞努福语支（Senufic languages）是塞努福人所使用语言的总称，为大西洋-刚果语族的一支。除孤立的纳凡拉语以外，该语支分布于科特迪瓦北部，马里南部和布基纳法索西南部。塞努福语属尼日尔-刚果语族的古尔语支。根据民族語的统计，该语支使用者共有270万人。该语支西接曼德語族，南邻夸语支。